# Херішт
Херішт (перс. هريشت), також Херешт і Піре Херішт — село в дехестані Мохаммадіє, у Центральному бахші шахрестану Ардакан остану Язд, що в центральному Ірані. Перепис населення 2006 року зафіксував його існування, але не визначив кількість жителів.

## Пам'ятки
В селі Херішт розташоване місце паломництва зороастрійців під назвою Піре Херішт, що входить до списку національних пам'яток Ірану.